# Vytautas Vičiulis
Vytautas Vičiulis (16. října 1951 – 3. března 1989) byl litevský umělec a oběť svého drastického protestu proti Ústavě SSSR. Upálil se v noci z 2. na 3. března 1989 v Klaipėdě před sochou V. I. Lenina, která je na prostranství mezi hotelem Klaipėda a Hudebním divadlem.

## Biografie
Narodil se ve vsi Jedžiotai (okr. Skuodas). Měl sestru, dceru. Manželka Regina Vičiulienė pracovala v mateřské školce. Podporovala jej v umělecké činnosti. Původně elektrikář, vstoupil do ateliéru umělců „Guboja“ A. Ilginise, malíř marinista (tematika moře), maloval také portréty, abstrakce v Čiurlioniovském stylu, byl členem folklorní skupiny „Alka“. Výstava jeho obrazů byla v Muzeu Moře. Restaurátor klaipedského Starého města. Sečtělý, talentovaný, citlivý (velmi se trápil nad mnoha věcmi, například nad chátrajícím Starým městem Klaipedy, nad národním úpadkem), zajímal se horečně o politiku, o svobodu Litvy.

## Tragický čin a jeho předvečer
Vytautase velmi rozrušila nová redakce „gorbačovské“ Ústavy SSSR, publikovaná v deníku Izvestija. Komentoval ji slovy: „To je konec!“. Nedlouho před smrtí diskutoval s (tehdy) poslancem Městského výboru města Klaipėdy Vytautasem Čepem.
Vytautas se upálil pozdě večer 2. března 1989, zahalen do litevské trikolóry. Zemřel za necelý den – 3. března ve 21 hodin na popáleniny na 98% povrchu těla..

## Reakce režimu
Okamžitě byly uklízeny zbytky popela po odvozu těžce popáleného Vytautase Vičiulise. Shodou okolností svědkyní tohoto úklidu byla jeho manželka, aniž by věděla, co se na místě stalo. Později při výslechu prokurátora rozpoznala Vytautasovy boty, zbytky oděvu a také zbytky litevské vlajky.. Následovaly policejní prohlídky (vše obrátili vzhůru nohama) za přítomnosti tehdy dvanáctileté dcery a množství návštěv nejasných činitelů, po kterých zmizelo množství Vytautasových věcí a dokumentů, dokonce při hledání čehosi chtěli probourat zdi ve sklepě. Vytautas byl potom propagandisticky označován za duševně chorého a i jinak byl očerňován. Pohřební procesí na hřbitov v Laugalai střežily policejní hlídky z obav z demonstrací.
V té době však již rozvíjel činnost Sąjūdis a vyhlášení obnovení samostatnosti Litvy (11. března 1990) již bylo v dohlednu. Tento čin se proto později mohl zdát anachronický, ale ta doba byla složitá a pravděpodobně i tento čin svým nevelkým, ale nezanedbatelným dílem přispěl k pozdějšímu vývoji událostí.

## Analogie
Podobným způsobem protestovali:
- V ČSSR Jan Palach, Jan Zajíc, Evžen Plocek, Josef Hlavatý
- V Litevské SSR Romas Kalanta
- V Lotyšské SSR Elijahu Rips
- V Maďarsku Sándor Bauer
- V Polsku Ryszard Siwiec
- Ve Španělsku Francisco Herranz
- Na Ukrajině Oleksa Hirnyk, Vasyl Makuch